# کیتاناکاگوسوکو، اوکیناوا
کیتاناکاگوسوکو، اوکیناوا (به لاتین: Kitanakagusuku, Okinawa) یک منطقهٔ مسکونی در ژاپن است که در استان اوکیناوا واقع شده‌است. کیتاناکاگوسوکو ۱۶٬۲۶۹ نفر جمعیت دارد.